# Круглое депо

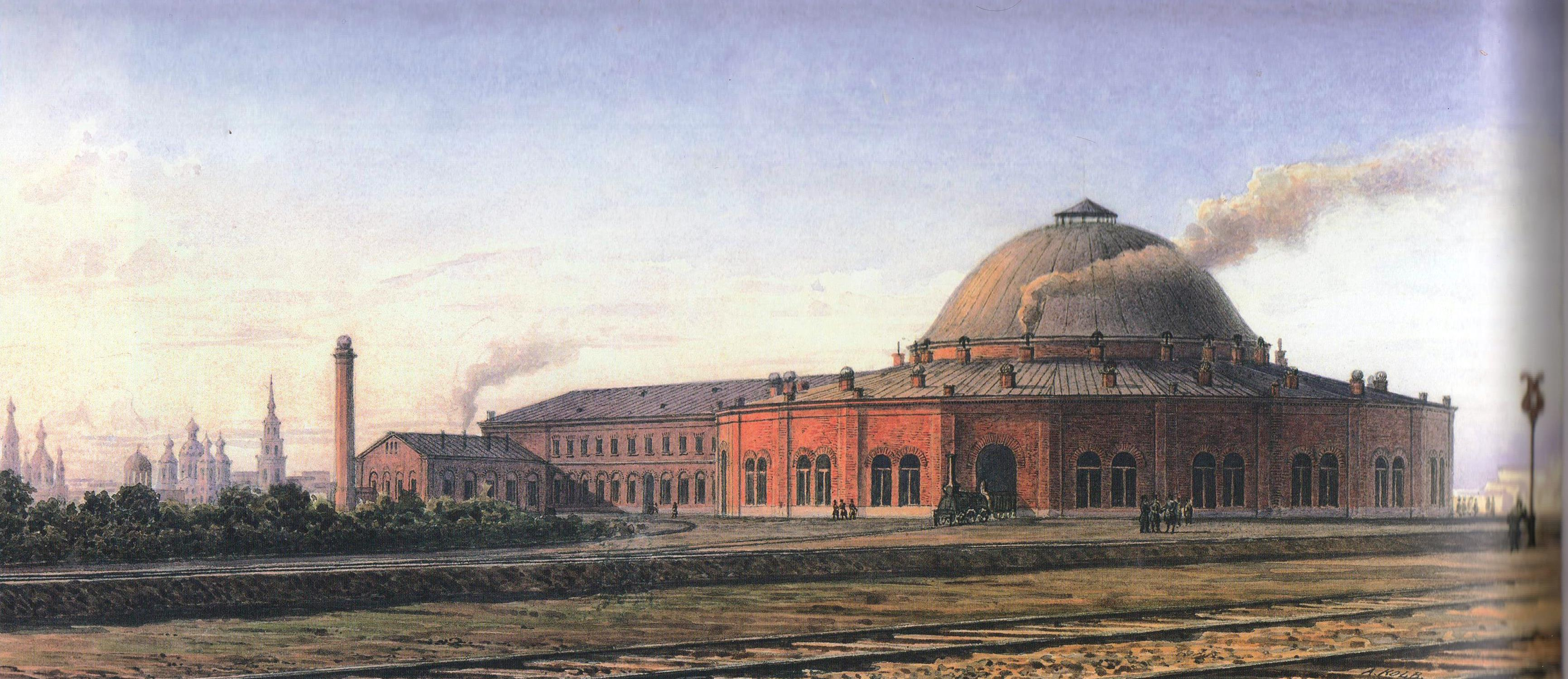
Круглое локомотивное депо Николаевской железной дороги

Круглое депо — локомотивное депо, в котором стойла локомотивов расположены радиально в здании круглой формы. Также известно как «круговое» или «циркульное».
Перекрытый крышей центр депо занимает поворотный круг, который позволяет направлять локомотивы в их стойла, расположенные радиально у стен депо. Благодаря такому решению, депо обходится малым числом ворот (одними или двумя с диаметрально противоположных сторон здания). Малое число ворот и сокращённый периметр стен экономят средства при строительстве и дают существенные преимущества при отоплении здания в зимний период.
Круглые депо были весьма популярны в середине XIX века (яркими примерами являются лондонский  «Раундхауз», Дерби, «Ротонды» Люксембурга; в России — круглые депо Москвы, Петербурга и Октябрьской железной дороги), но уже в конце XIX века этот тип архитектуры устарел и более не использовался из-за присущих ему недостатков:
- поломка поворотного круга блокирует все локомотивы внутри депо, а его размер ограничивает длину размещаемого подвижного состава;
- планировка не позволяет постепенно расширять депо через прибавление новых стойл;
- возможности естественного вентиляции через фонарик, а в депо типа Октябрьской железной дороги и освещения через окна в наружных стенах ограничены (в депо Шнейдемюльского типа, в России сохранившегося в Черняховске, этот недостаток отсутствует благодаря цельностеклянному барабану купола).